# Beiersdorf (společnost)
Beiersdorf je německá nadnárodní společnost, která vyrábí výrobky pro osobní péči a náplasti. Mezi její značky patří Elastoplast, Eucerin, Labello, La Prairie, Nivea a Coppertone.